# Игор Артьомов
Игор Владимирович Артьомов (на руски: Игорь Владимирович Артёмов) e руски политик и публицист. Един от основателите на руското движение Руски общонационален съюз (РОНС).

## Биография
Игор Артьомов е роден на 2 юли 1964 година в град Ашхабад. През 1986 година завършва Историческия факултет на Туркменския държавен университет. След дипломирането си работи като старши асистент в лаборатория в Академията на науките на Туркменистан, през 1988 година става стажант на Института по ориенталистика на Академията на науките на СССР, а през 1989 година завършва аспирантура в същия институт.
През 1990 година става един от основателите на Руски общонационален съюз (РОНС). През 1992 година става заместник-директор на организация „Московски историко-политологически цинтър“. В периода от 1995 до 2002 година е председател на РОНС. В периода от 2002 до 2004 година работи във вестник „Владимирский рубеж“.